# Islandske julemænd
Islandske julemænd er 13 julemænd fra Island, som optræder i islandsk folkeminde. Julemændene blev oprindeligt brugt til at skræmme børn til at være artige i tiden op til jul.

## Sagnet om julemændene
Den første julemand kommer forbi den 12. december. Hvis børnene har lagt en sko i vindueskarmen, bliver de forkælet med en lille gave – Men vel at mærke kun hvis de har været artige den pågældende dag. Hvis de derimod har været uartige, får de en gammel kartoffel eller et stykke kul i skoen. Dagen efter kommer så den næste julemand, og sådan fortsætter det til juleaften.
Hvis børnene var uartige alle de 13 dage op til jul, ville julemændenes mor Grýla komme og tage børnene og putte dem i en sæk og bære dem med hjem så hun kunne koge dem i en gryde og fodre sine børn med dem. Og som om det ikke var slemt nok, så havde Grýla en stor sort kat. Hvis børnene ikke fik nyt tøj til jul ville katten snige sig op i børnenes seng natten til den 25. december og spise dem og det eneste deres forældre ville se, var nogle sorte kattehår i børnenes seng. Det blev derfor en juletradition at alle i familien fik et nyt stykke tøj i julegave, så de undslap den grumme julekat. Dette resulterede i at katten til sidst sultede, da den ikke fik noget at spise. Men børn i dag får stadig noget nyt tøj, det behøves ikke at være meget, blot en vante eller en sok før jul - bare for at være på den sikre side.
Julemændene ankommer en efter en tretten dagen før jul. De tager derefter hjem igen en efter en i de tretten dage efter jul, indtil julen slutter den 6. januar. Man fejrer at de er rejst hjem ved at holde en stor fest med kæmpe bål og fyrværkeri, for alle er så glade for at julemændene og deres mor er gået hjem og ikke kommer tilbage før næste jul. Julemændene siges at bo forskellige steder med deres forældre, Grýla og Leppalúði, i hver region. I Reykjavík bor de i bjerget Esja. Julemændene er traditionelt klædt som de islandske landmænd var klædt i det 18. århundrede og ses ofte bære rundt på deres livret. Nu om dage er de ofte iklædt typisk rødt nissetøj med hvidt skæg og sorte støvler.
Selvom Julemændene i dag er blevet mere børnevenlige, så er de stadig drillenisser og deres navne fortæller og beskriver deres uartige vaner.

## Julemændenes navne
1. Stekkjastaur (Fåreskræmmer)
2. Giljagaur (Mælketyv)
3. Stúfur (Pandemadsstjæler)
4. Þvörusleikir (Skeslikker)
5. Pottasleikir (Grydeslikker)
6. Askasleikir (Skålslikker)
7. Hurðaskellir (Dørsmækker)
8. Skyrgámur (Skyrspiser)
9. Bjúgnakrækir (Pølsesnupper)
10. Gluggagægir (Vindueskikker)
11. Gáttaþefur (Sprækkesnuser)
12. Ketkrókur (Kødkrogshapser)
13. Kertasníkir (Lysestjæler)